# Lindackeria nitida
Lindackeria nitida är en tvåhjärtbladig växtart som beskrevs av Ellsworth Paine Killip och R.F. Schult.. Lindackeria nitida ingår i släktet Lindackeria och familjen Achariaceae. Inga underarter finns listade i Catalogue of Life.